# Adolph Green
Pour les articles homonymes, voir Green.
Adolph Green, né le 2 décembre 1914 à New York et mort le 23 octobre 2002 dans la même ville, est un parolier, un dramaturge et un acteur américain. Il a fait la plus grande partie de sa carrière en collaboration avec Betty Comden.

## Biographie
Il naît dans le Bronx, ses parents, Daniel et Helen Weiss Green, sont hongrois. Il fréquente l'école publique, écrit de la poésie, joue la comédie et est féru de lecture. À l'Université de New York, il étudie le théâtre et rencontre Judy Holliday et Betty Comden en 1938. Tous trois montent un numéro de cabaret, The Revuers.
Le duo Comden and Green a connu de nombreux succès, notamment avec trois des plus célèbres comédies musicales de la Metro-Goldwyn-Mayer : On the Town (Un jour à New York), Singing in the Rain (Chantons sous la pluie) et The Band Wagon (Tous en scène).
En 1989, Adolph Green incarne Joey Wellman, un auteur de bande dessinée oublié, dans le film I Want to Go Home, d'Alain Resnais — grand passionné de comédies musicales.
Nommé deux fois aux Oscars, il a remporté sept Tony Awards.

## Filmographie (sélection)
- 1947 : Good News (Vive l'amour)
- 1949 : The Barkleys of Broadway (Entrons dans la danse)
- 1949 : Take Me Out to the Ball Game (Match d'amour)
- 1949 : On the Town (Un jour à New York)
- 1952 : Singin' in the Rain (Chantons sous la pluie)
- 1953 : The Band Wagon (Tous en scène)
- 1955 : It's Always Fair Weather (Beau fixe sur New York)
- 1958 : Auntie Mame
- 1960 : Bells Are Ringing (Un numéro du tonnerre)
- 1964 : What a Way to Go!
- 1980 : Simon

## Broadway (sélection)
Note : plusieurs des films mentionnés plus haut ont aussi été présentés sur Broadway, avant ou après avoir été portés à l'écran
- 1944 : On the Town
- 1945 : Billion Dollar Baby
- 1951 : Two on the Aisle
- 1953 : Wonderful Town
- 1956 : Bells Are Ringing
- 1958 : Say, Darling
- 1960 : Do Re Mi
- 1961 : Subways Are for Sleeping
- 1964 : Fade Out - Fade In
- 1978 : On the Twentieth Century
- 1982 : A Doll's Life